# Quezon (Bukidnon)
Quezon ist eine Großraumgemeinde in der Provinz Bukidnon auf der Insel Mindanao in den Philippinen. Sie hat 104.116 Einwohner (Zensus 1. August 2015), die in 31 Barangays leben. Sie gehört zur ersten Einkommensklasse der Gemeinden auf den Philippinen und wird als partiell urbanisiert beschrieben.
Ihre Nachbargemeinden sind Valencia City im Norden, Kitaotao im Süden, Don Carlos im Westen und San Fernando im Osten. Die Gemeinde liegt ca. 66,5 km südlich von der Provinzkapitale Malaybalay City, ca. 159 km südlich der Regionalkapitale Cagayan de Oro, ca. 105 nordwestlich von Davao City und ca. 185 km nordöstlich von Cotabato City.
Die Topographie der Gemeinde wird im südlichen Teil als sanfthügeliges Flachland und im nördlichen Teil leicht gebirgig beschrieben. Als eine der touristischen Attraktionen gilt der Ver Overview & Nature Park, in dem der Kipolot Point im Barangay Palaopao liegt, von dem man eine Panoramasicht über das südliche Bukidnon hat. Die Blue-Water-Höhle liegt im Sitio Purok 17, Brgy. San Jose; sie hat eine natürliche Quelle, die einen Bach speist. Die Kabyaw-Höhle liegt ebenfalls im Brgy. San Jose, sie ist die größte Höhle im Gemeindegebiet. Auf dem Pulangi River kann man Rafting-Touren unternehmen. Die Weiße Steinwand ist eine natürliche Sandsteinformation, in der man Klettertouren unternehmen kann. Der Sagongsong Shrine & Caves, eine Stätte der religiösen Andacht, liegt im Brgy. Minsalerac und lädt zur Entspannung ein. Gue’s Garden liegt in Poblacion und ist ein kleiner Zoo mit botanischem Garten, der seltene Tier- und Pflanzenarten präsentiert.

## Barangays
| - Butong - Cebole - Delapa - Dumalama - C-Handumanan - Cawayan - Kiburiao - Kipaypayon - Libertad - Linabo - Lipa | - Lumintao - Magsaysay - Mahayag - Manuto - Merangeran - Mibantang - Minongan - Minsalirac - Minsamongan - Paitan - Palacapao | - Pinilayan - Poblacion (Kiokong) - Puntian - Salawagan - San Isidro - San Jose - San Roque - Santa Cruz - Santa Filomena |